# Matejče
Matejče (makedonska: Матејче) är en ort i Nordmakedonien. Den ligger i kommunen Lipkovo, i den centrala delen av landet, 20 kilometer nordost om huvudstaden Skopje. Matejče ligger 482 meter över havet och antalet invånare är 2 781.